# Martin Gauger
Gotthard Martin Gauger (Elberfeld, Alemania, 4 de agosto de 1905 - Centro de exterminio nazi de Sonnenstein, Pirna, Alemania, 15 de julio de 1941) fue un jurista y pacifista alemán.

## Biografía

### Familia y formación

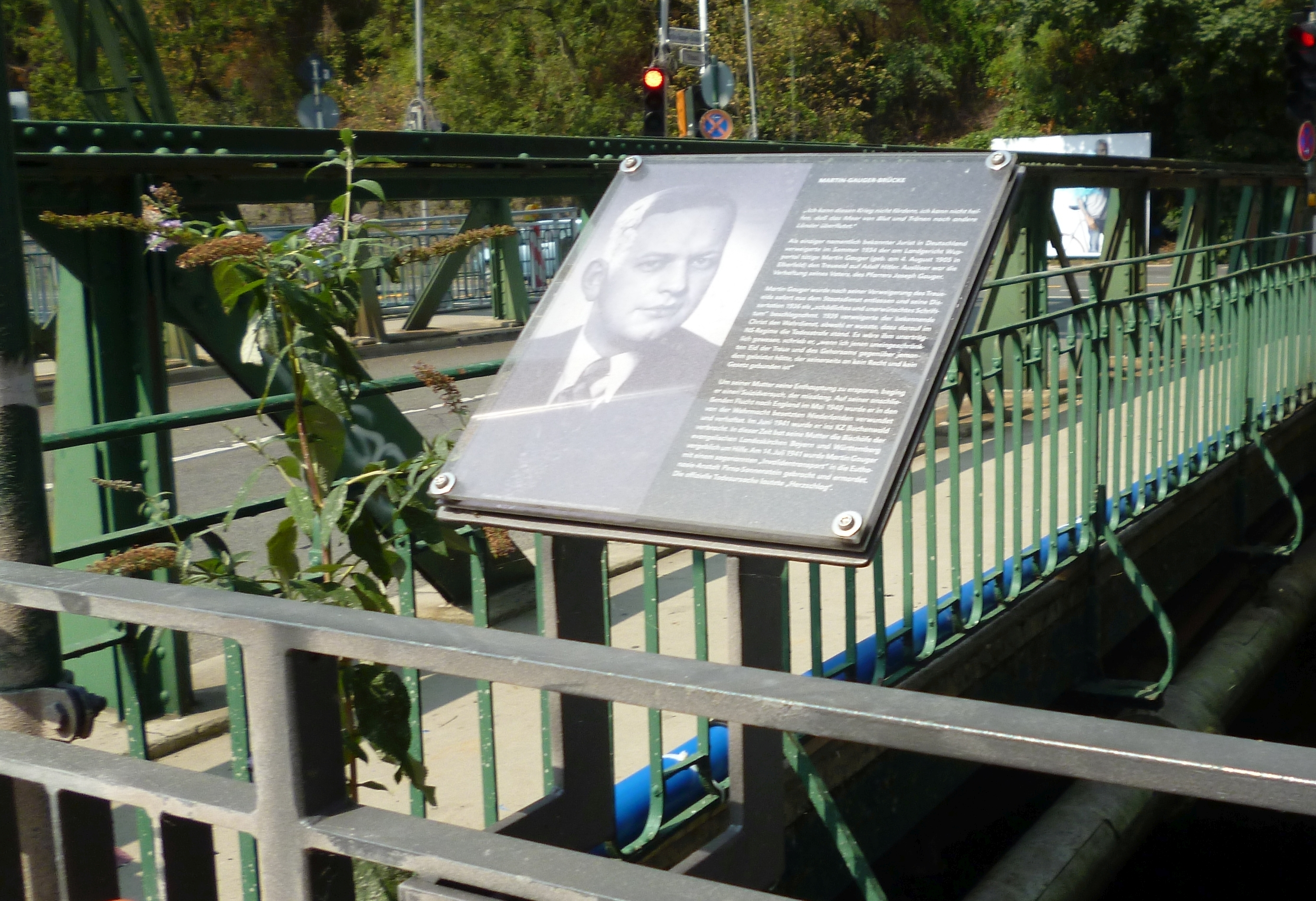
Placa conmemorativa junto a la estación de monorraíl colgante Landgericht en el puente sobre el río Wupper

El padre de Gauger, Joseph Gauger, era un pastor pietista; su madre provenía de una familia acomodada de Wuppertal. Fue el quinto de ocho hermanos. Estudió Derecho y Economía en las ciudades de Tubinga, Kiel, Londres, Berlín y Breslavia de 1924 a 1930. Tras doctorarse en Derecho, en 1933 empezó a trabajar como asistente jurídico en la fiscalía de la Audiencia Provincial de Wuppertal.

### Época nacionalsocialista
Tras la muerte del Presidente del Reich Paul von Hindenburg, Hitler tomó posesión tanto del cargo de Canciller del Reich como de Presidente del Reich; esto fue legitimado a través de un referéndum el 19 de agosto de 1934. El padre de Martin Gauger, director de la Sociedad Evangélica en Wuppertal-Ebenfeld, estaba a favor de que los cargos de Canciller y Presidente del Reich continuaran existiendo por separado. Envió un manuscrito a la revista evangélica Licht und Leben; sin embargo, este fue interceptado por la censura postal, él mismo fue puesto en «prisión preventiva» y la revista fue prohibida temporalmente.
Esa fue la razón principal por la que Martin Gauger no prestó juramento de fidelidad a Hitler, que había entrado en vigor por ley el 20 de agosto. Gauger, entonces abogado de renombre, fue el único suspendido de inmediato.

Gauger escribió a su hermano que le hubiera resultado insoportable:
«prestar juramento ilimitado de fidelidad y obediencia a alguien que no está ligado a ningún derecho o ley.» 
Gauger trató de encontrar trabajo sin éxito y redactó una  tesis doctoral titulada «Bekenntnis und Kirchenregiment in ihrer Beziehung zueinander» [Confesión y régimen de la Iglesia y su mutua relación]. Cuando se publicó en 1936 fue inmediatamente censurada bajo la categoría de «literatura perjudicial e indeseable».
En su tesis demostraba que una autoridad eclesiástica que divulgaba doctrinas heréticas tampoco podía ser legítima. Por ese motivo, la Iglesia Confesante había establecido su propia autoridad eclesiástica en el marco del Sínodo de la Segunda Confesión de Berlín-Dahlem (octubre de 1934) sustituyendo a la de los Cristianos Alemanes, fieles al régimen.
En enero de 1935, la Primera Administración de la autoridad eclesiástica de la Iglesia Confesante en Berlín le concedió un puesto de trabajo en su departamento judicial. Cuando en febrero de 1936 esta se disolvió durante el 4.º Sínodo Confesional de la Iglesia Evangélica alemana, se hizo jurista dirigente del ala luterana del Consejo de la Iglesia Evangélica Luterana de Alemania (Consejo Luterano). En este cargo intercedió por los perseguidos del régimen Nazi. Cuando el Consejo Luterano se sometió a los ideales racistas del nacionalsocialismo, Gauger tuvo que dimitir de su puesto.

En 1939 se opuso a su propio reclutamiento para el servicio militar:
«Soy incapaz de simpatizar con esta guerra, no soporto que este mar de sangre y lágrimas inunde otros países».
Sin embargo, en abril de 1940, al no poder rechazar el inminente reconocimiento militar como oficial del Consejo de Administración de Guerra nazi, huyó con la ayuda de su hermano Klaus y de Harald Poelchau, conocido capellán de prisiones. El 17 de mayo, Gauger cruzó a nado el río Rin hasta llegar a los Países Bajos, desde donde pretendía huir a Gran Bretaña. El 18 de mayo de 1940 los Países Bajos se rindieron, ya que desde el 10 de mayo habían sido invadidos por las fuerzas armadas del estado nazi (Campaña Occidental de la Wehrmacht). Gauger fue herido y arrestado en Wyler. Desde el 22 de mayo de 1940 hasta junio de 1941, Gauger fue encarcelado en el «Ulmer Höh» o «Ulm», centro penitenciario en Düsseldorf. Allí se pronunció sobre la relación entre la defensa propia  y la defensa:
«En mi opinión, una guerra sólo puede justificarse como una guerra de defensa propia real, es decir, dentro del campo de batalla... Pero si extendemos el concepto a conflictos internacionales... lo rechazo».
El 12 de junio de 1941, después de que los obispos Hans Meiser y Theophil Wurm se negaran a defenderlo, Gauger fue trasladado al campo de concentración de Buchenwald. Solamente logró enviar una carta de despedida a su hermano Siegfried:
«Cuando se disipe la niebla en la que vivimos, nos preguntaremos por qué solo algunos y no todos se han comportado de esa manera».
El 14 de julio de 1941, Gauger fue seleccionado para el programa «Aktion 14f13», también conocido como la eutanasia de inválidos o prisioneros de campos de concentración.
En su caso, se trató de la eliminación intencionada de una persona mal vista que ni siquiera se ajustaba a los criterios oficiales del programa Aktion 14f13, lo cual también afectó a otros, sobre todo a los prisioneros judíos.
El transporte llevó a Gauger al centro de exterminio nazi de Sonnenstein, donde fue asesinado. Su fallecimiento se registró oficialmente una semana después, el 23 de julio de 1941, indicando como causa un «ataque cardíaco» en la Oficina del Registro Civil de Weimar (es decir, el campo de concentración de Buchenwald). El falseamiento intencionado de la fecha y la ocultación del lugar real de la muerte sirvieron para mantener en secreto el programa de exterminio de inválidos.

## Conmemoración

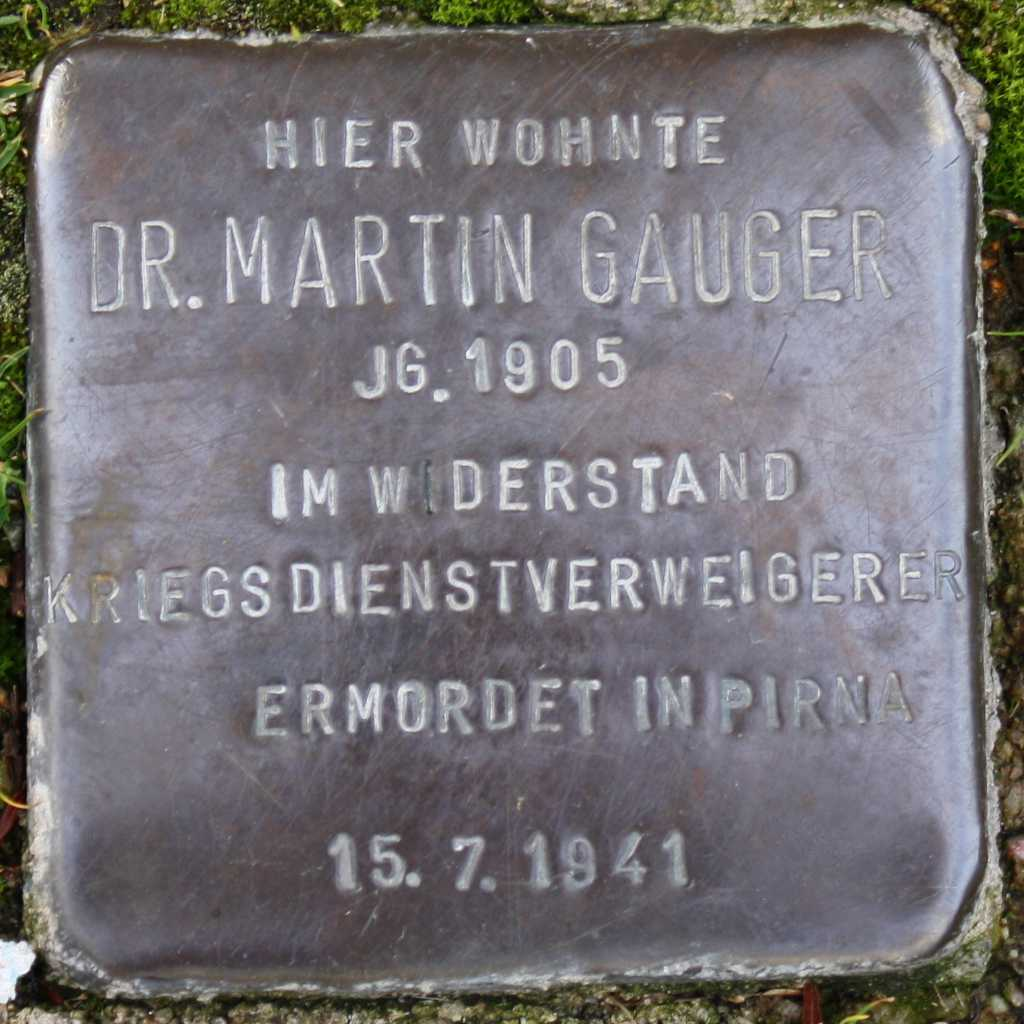
Piedra en conmemoración de Martin Gauger

En memoria de Martin Gauger, la Asociación de Jueces y Fiscales de Renania del Norte-Westfalia otorga cada dos años el Premio Martin Gauger. El premio se concede como parte de un concurso nacional de estudiantes y está comprometido con los derechos humanos. Por lo tanto, la entrega de premios se celebra el Día Internacional de los Derechos Humanos, el 10 de diciembre.
Asimismo, se colocó una piedra conmemorativa en su último domicilio en Wuppertal.
En septiembre de 2017 se colocó una placa conmemorativa en una de las paradas del monorraíl colgante de Wuppertal, situada junto al puente sobre el río Wupper. También el puente que conduce a la Gerichtsinsel [ciudad de la justicia] recibió su nombre.
Para conmemorar el 80.º aniversario de su asesinato se organizó la exposición «Seine Kirche aber schwieg» [Pero su parroquia calló] en la iglesia Helderkirche de Weimar, a través de la cual se reivindica la figura de Martin Gauger y se denuncia el silencio de los líderes de la iglesia de la época. También se celebró una misa en su memoria en el antiguo campo de concentración de Buchenwald.